# Ludovico Giamagna
Ludovico Giamagna, OP (1594–1634) foi um prelado católico romano que serviu como bispo de Ston (1632–1634).

## Biografia
Ludovico Giamagna nasceu em Ragusa e foi ordenado sacerdote na Ordem dos Pregadores. No dia 24 de novembro de 1632, foi nomeado pelo Papa Urbano VIII como Bispo de Ston. Serviu como Bispo de Ston até à sua morte em julho de 1634.